# Liu Wenwei
Liu Wenwei ( chiń. 刘文炜, ur. 8 grudnia 2003) – chiński snookerzysta. W 2005 zakwalifikował się na 2 lata do gry w zawodowym World Snooker Tour.

## Kariera
W wieku 17 lat Liu Wenwei po raz pierwszy pojawił się na profesjonalnej trasie, gdy wziął udział w turnieju kwalifikacyjnym Chińskiej Federacji Chińskich Stowarzyszeń Tenisowych (CBSA), ale udało mu się wygrać tylko raz w dwóch turniejach. W 2023 r. próbował wziąć udział w Q School w Tajlandii, ale odniósł tylko kilka zwycięstw w ciągu pierwszych dwóch lat. W kolejnym roku udał się do Australii, aby wziąć udział w Mistrzostwach Azji i Pacyfiku w Sydney. W kategorii wiekowej U21 dotarł do półfinału, w którym przegrał z Lei Peifanem, który następnie wygrał nie tylko ten tytuł, ale i główny turniej. Sam dotarł do ćwierćfinału głównego turnieju i został wyeliminowany przez byłego zawodowca Vinniego Calabrese. Drugi udział w kolejnym roku również zakończył się porażką w ćwierćfinale z Calabrese.
W pierwszym turnieju Asia-Oceania Q School 2025 trafił na długoletniego profesjonalistę Tian Pengfeia, którego pokonał 4-1, a także Manasawina Phetmalaikula, który również był wcześniej profesjonalistą. Kontynuował zwycięską passę aż do decydującego meczu, w którym pokonał swojego rodaka Luo Zetao 4-3. Zapewniło mu to dwa lata w World Snooker Tour.

## Występy w turniejach w karierze
| Ranking                    | [ i ] |
| Turnieje rankingowe        |       |
| Championship League        |       |
| Saudi Arabia Masters       |       |
| Wuhan Open                 | LQ    |
| English Open               |       |
| British Open               | LQ    |
| Xi'an Grand Prix           |       |
| Northern Ireland Open      |       |
| International Championship |       |
| UK Championship            |       |
| Shoot Out                  |       |
| Scottish Open              |       |
| German Masters             |       |
| World Grand Prix           |       |
| Welsh Open                 |       |
| Players Championship       |       |
| World Open                 |       |
| Tour Championship          |       |
| World Championship         |       |

1. ↑  Nowi gracze w Tourze nie mają rankingu.

| Legenda tabeli wyników              | Legenda tabeli wyników       | Legenda tabeli wyników                     | Legenda tabeli wyników                                                              | Legenda tabeli wyników                     | Legenda tabeli wyników                     |
| ----------------------------------- | ---------------------------- | ------------------------------------------ | ----------------------------------------------------------------------------------- | ------------------------------------------ | ------------------------------------------ |
| LQ                                  | odpadnięcie w kwalifikacjach | #R                                         | odpadnięcie we wczesnej fazie turnieju (WR = runda dzikich kart, RR = faza grupowa) | QF                                         | przegrana w ćwierćfinale                   |
| SF                                  | przegrana w półfinale        | F                                          | przegrana w finale                                                                  | W                                          | zwycięstwo                                 |
| DNQ                                 | nie zakwalifikował/a się     | A                                          | nie brał/a udziału                                                                  | WD                                         | zrezygnował/a w trakcie turnieju           |
| Legenda oznaczeń w tabelach wyników |                              |                                            |                                                                                     |                                            |                                            |
| NH / Nie roz.                       | NH / Nie roz.                | Turniej nie odbył się.                     | Turniej nie odbył się.                                                              | Turniej nie odbył się.                     | Turniej nie odbył się.                     |
| NR / Nie-rank.                      | NR / Nie-rank.               | Turniej nie był zaliczany jako rankingowy. | Turniej nie był zaliczany jako rankingowy.                                          | Turniej nie był zaliczany jako rankingowy. | Turniej nie był zaliczany jako rankingowy. |
| R / Rank.                           | R / Rank.                    | Turniej był zaliczany jako rankingowy.     | Turniej był zaliczany jako rankingowy.                                              | Turniej był zaliczany jako rankingowy.     | Turniej był zaliczany jako rankingowy.     |
| MR / Minor-Rank.                    | MR / Minor-Rank.             | Turniej był zaliczany jako minor ranking.  | Turniej był zaliczany jako minor ranking.                                           | Turniej był zaliczany jako minor ranking.  | Turniej był zaliczany jako minor ranking.  |